# Dinero falsificado

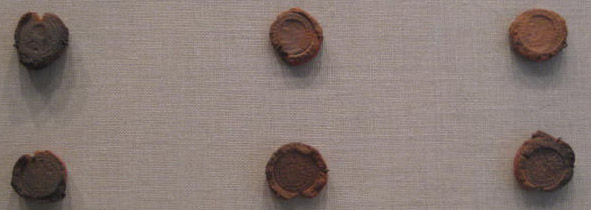
Moldes empleados para falsificar monedas romanas. Las monedas romanas se acuñaban, mientras que las monedas falsificadas eran producidas en moldes de forja.

Dinero falsificado es el dinero que se produce sin la conformidad legal del Estado o gobierno y que se parece o se asemeja a la moneda real, lo suficiente como para hacerse pasar por la original. La producción o el uso de dinero falsificado es una forma de fraude. La falsificación de dinero es probablemente tan antigua como el propio dinero. Antes de la introducción del papel moneda, el método más extendido era la mezcla de metales base para el cambio como son el oro y la plata con otros de menor valor. En la actualidad es más habitual la impresión de billetes falsos, o la impresión de documentos por impresores legítimos pero con instrucciones falsas. Actualmente algunos de los mejores billetes falsificados son denominados «Superdólares» a causa de su elevada calidad, y semejanza a los billetes originales.
Cada año el Banco Central Europeo retira cientos de miles de billetes de euros falsificados registrándose en la zona euro 387 000 billetes falsos en el primer semestre de 2010.
Entre los efectos perjudiciales de los billetes falsos destacan:
- Una reducción del valor «real» del dinero, al incrementarse los precios debido a la inflación debido a que hay más dinero en circulación en la economía.
- Un descenso en la aceptabilidad del papel moneda
- Pérdidas en las compañías que no reembolsan el dinero falsificado.

Tradicionalmente las técnicas antifalsificación comprenden la inclusión de detalles y dispositivos en los billetes para dificultar la falsificación y hacer más fácil el detectar billetes falsos. Entre las características que se aplican son el uso de dibujos con filigranas muy finas, coloraciones especiales, uso de marcas de agua y elementos holográficos, entre otros.

## Historia
La falsificación es tan antigua como el dinero mismo. Por ejemplo, los antiguos mayas empleaban almendras de cacao como moneda de pago en sus transacciones comerciales y se ha descubierto que en algunos lugares circularon almendras «falsas» rellenas con arena o lodo.

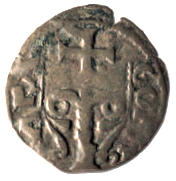
Moneda con rebabas susceptibles de ser recortadas (moneda de un dinero del rey aragonés Pedro II de Aragón).

El acuñado de moneda comenzó en la ciudad griega de Lidia hacia el 600 a. C. Antes de que se inventara el papel moneda, el método más común de falsificación consistía en mezclar metales baratos con oro o plata. Otra práctica común era disminuir el peso de la moneda «afeitando» los cantos, es decir, recortar las rebabas que quedaban tras la acuñación con el fin de conseguir metales preciosos con esos recortes. A estas monedas se les conoce como monedas cercenadas, puesto que la moneda resultante tenía menos cantidad de metal precioso y menos valor que la legal. Para evitar esta técnica de cercenado, se empezó a acuñar monedas con «cordoncillo», consistente en un cordón acuñado en el canto con el fin de evitar su recorte, aunque posteriormente en el cordón del canto ha sido sustituido por otros motivos.
Otra técnica de falsificación es el «bañado», en la cual el interior de la moneda ha sido sustituido por un metal base de inferior valor, el cual es recubierto con una fina capa de metal precioso, con el objetivo de simular una moneda fabricada completamente en ese metal precioso. En el ámbito de la numismática, este tipo de falsificaciones se denominan fourrée. 
En muchos casos los gobernantes castigaban con penas muy severas a los que realizaban estas actividades. En 1162, el Emperador Gaozong de Song promulgó un decreto para castigar la falsificación de Huizi con la muerte y recompensar al informante. La pareja inglesa Thomas y Anne Rogers fueron condenados el 15 de octubre de 1690 por «recortar cuarenta monedas de plata». Thomas Rogers fue ahorcado y descuartizado mientras que Anne Rogers fue quemada viva. El testimonio de un informante condujo al arresto del denominado último de los falsificadores de monedas inglés «Rey» David Hartley, quien fue ahorcado en 1770. Los castigos muy severos eran reservados para actos de traición contra el Estado soberano o la Corona, no para un simple delito.
Tanto en Estados Unidos como en Inglaterra, la falsificación era castigada con la muerte. El papel moneda impreso por Benjamin Franklin a menudo tenía impresa la frase «falsificar es la muerte». La teoría que sustentaba este castigo tan severo era que alguien que tenía la habilidad de falsificar dinero era considerado una amenaza contra la seguridad del Estado, y debía ser eliminado -otra explicación es que el emitir dinero en el que la gente pudiera confiar era tanto un imperativo económico, como una prerrogativa real (en aquellos sitios donde fuera aplicable)- por lo que la falsificación era un crimen contra el propio Estado o el gobernante, y no contra la persona que recibía el dinero falsificado. Mucho más afortunado fue un falsificador de la antigüedad, de la época del emperador Justiniano. Cuando «Alejandro el barbero» fue apresado, en lugar de ejecutarlo, el emperador decidió emplearlo para utilizar sus habilidades.
Las falsificaciones modernas comienzan al aparecer el papel moneda. Las naciones han utilizado la falsificación a modo de arma. La idea es inundar la economía del enemigo con papel moneda falsificado, de forma tal que el valor real del dinero se desplome. Gran Bretaña utilizó esta técnica durante la Guerra de Independencia de los Estados Unidos para reducir el valor del dólar Continental. Aunque esta táctica fue empleada a su vez por los Estados Unidos durante la Guerra de Secesión, los billetes falsificados de dinero Confederado que produjo eran de mejor calidad que los reales.

## Casos

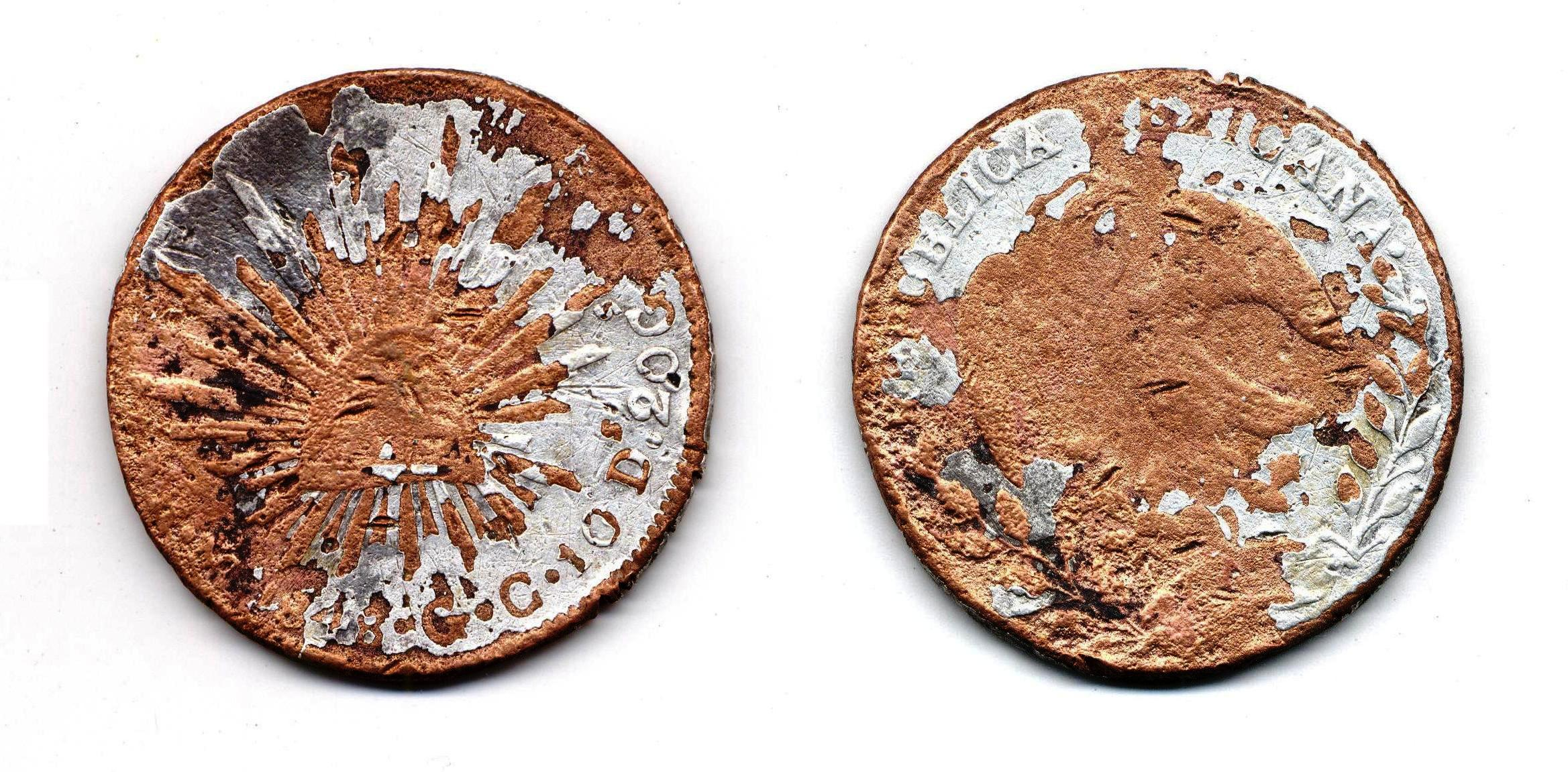
Moneda falsa antigua. Las monedas eran elaboradas en metales viles (en este caso cobre) y luego eran recubiertas con metal precioso (en este caso plata) para ser puestas en circulación. Sin embargo, con el uso iban perdiendo el recubrimiento, por lo que terminaban siendo detectadas por la gente.

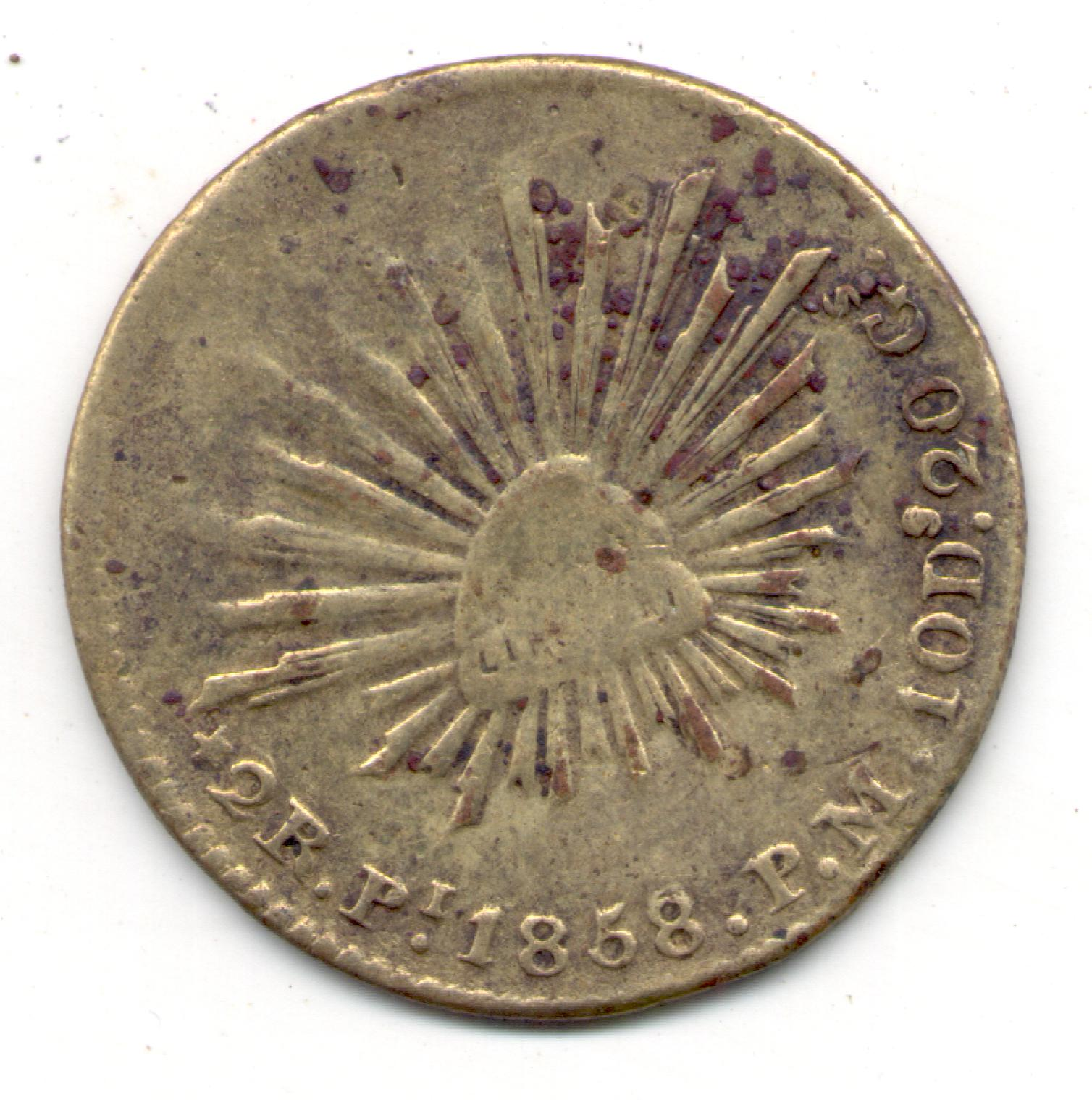
Antigua moneda falsa de latón.

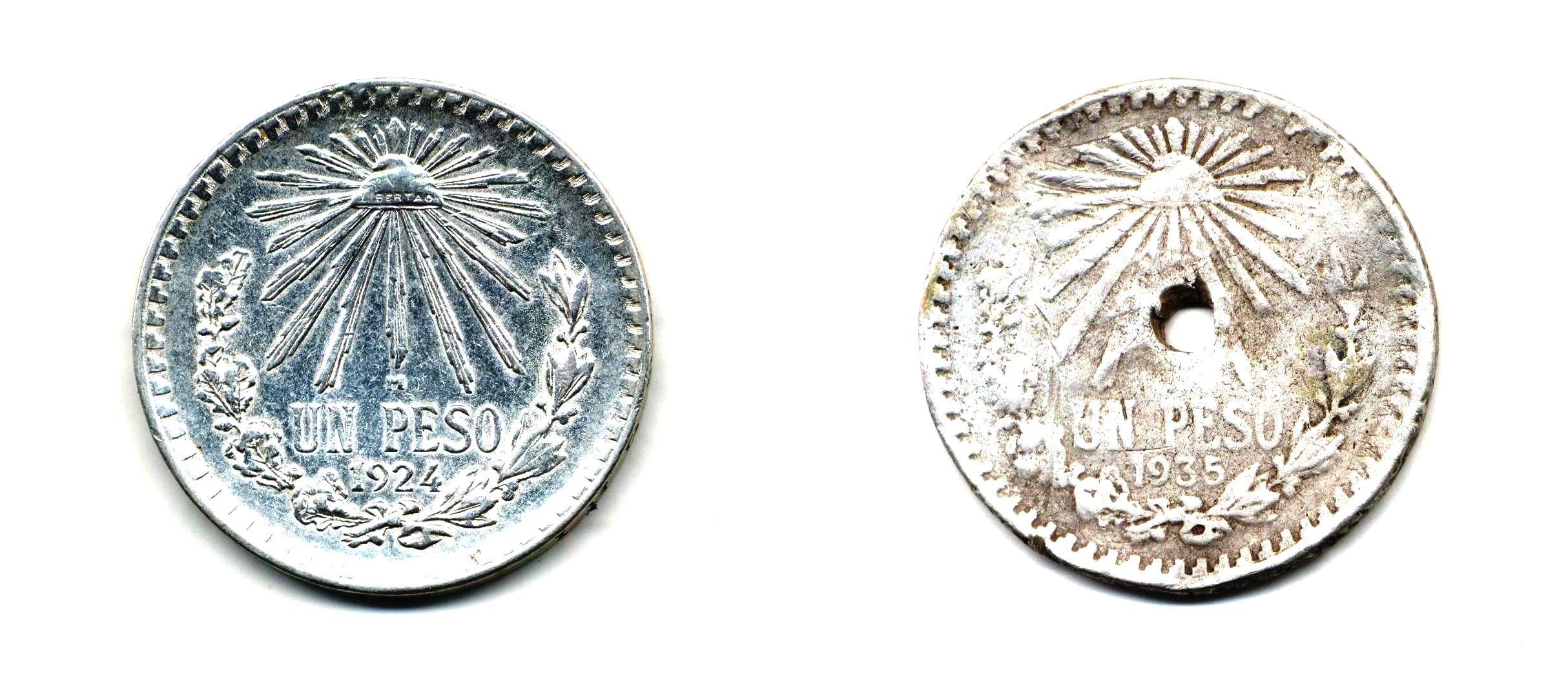
Monedas de 1 peso mexicano: la auténtica (izquierda) acuñada en plata y la falsa (derecha) en aluminio con un agujero para sacarla de la circulación.

Son muchos los medios por los que, a lo largo de la historia, se ha tratado de falsificar el medio de pago legal de los países. A cada invento para conseguirlo, las autoridades oponen un sistema que haga más difícil la falsificación.
Una famosa falsificación en España fue la de los llamados «duros sevillanos». A principios del siglo XX, debido a los problemas de la Hacienda Pública, las monedas de 5 pesetas (duro) de circulación legal se acuñaban con plata de menos ley de la que correspondía, de modo que hubo una serie de falsificaciones, no todas hechas en Sevilla, a pesar del nombre, en las que una parte importante de las piezas tenían plata con una ley superior a las de curso legal.
Una forma de falsificación es la producción de documentos por impresores legítimos que obedecen instrucciones fraudulentas. Un ejemplo en este sentido es la Crisis de los billetes del Banco de Portugal de 1925, cuando los impresores de papel moneda británicos Waterlow and Sons imprimieron billetes del Banco de Portugal por un monto equivalente al 0,88% del producto interno bruto nominal portugués, con números de serie idénticos a billetes existentes, obedeciendo a un fraude perpetrado por Alves dos Reis. De manera similar, en 1929 la emisión de estampillas postales para celebrar el Milenio del parlamento de Islandia, el Althing, fue comprometida por la inserción del símbolo «1» en la orden de impresión, antes de que se produjera el valor autorizado de las estampillas.
En 1926 saltó a la luz un escándalo de falsificación de gran magnitud en Hungría, cuando varias personas fueron arrestadas en los Países Bajos mientras intentaban poner en circulación diez millones de francos en billetes de 1000 francos franceses falsos que habían sido producidos en Hungría; luego de tres años, esta operación de falsificación a escala industrial promovida por el estado finalmente colapsó. La investigación coordinada por la Liga de las Naciones descubrió que los motivos que tenía Hungría eran vengar las pérdidas territoriales que había sufrido como consecuencia de la Primera Guerra Mundial (por los cuales le echaban la culpa a Georges Clemenceau) y utilizar las ganancias del negocio de la falsificación para potenciar una ideología militarista y revisionista de sus fronteras. Alemania y Austria tuvieron un rol activo en esta conspiración, que requirió del uso de maquinaria especial. Sin embargo la calidad de los billetes falsos era pobre, ya que Francia utilizaba un tipo de papel especial que importaba de sus colonias.
Durante la Segunda Guerra Mundial, los nazis intentaron implantar un plan similar (denominado Operación Bernhard) contra los Aliados. Los nazis utilizaron artistas judíos en el campo de concentración de Sachsenhausen a los que forzaban a falsificar libras británicas y dólares estadounidenses. La calidad de las falsificaciones era muy buena, y prácticamente era imposible distinguir los billetes falsos de los originales. Los alemanes no llegaron a poner en acción su plan, y debieron arrojar los billetes falsos en un lago. La mayoría de los billetes no fueron recuperados hasta la década de 1950.
En la actualidad las mejores falsificaciones de billetes son denominadas «Superdólares» a causa de su elevado nivel de calidad, y similitud con el dólar de Estados Unidos original. Existen discrepancias sobre cual es la fuente de estos billetes; Corea del Norte ha sido acusada de palabra por autoridades de Estados Unidos. En el mes de mayo del 2007, el gobierno suizo expresó sus dudas respecto a la habilidad de Corea del Norte para producir los «Superdólares». Bulgaria y Colombia son también importantes fuentes de dinero falsificado. La cantidad de dinero de Estados Unidos falso se estima es inferior a USD 3 cada USD 10.000, con USD 3 cada USD 100.000 difícil de ser detectado.
Desde que comenzó a circular el Euro en 2002, ha habido un rápido incremento en la falsificación de monedas y billetes. En 2003, fueron retirados de circulación 551.287 billetes de euro falsos y 26.191 monedas falsas de euro. En 2004, la policía francesa capturó billetes falsos de 10 euros y de 20 euros por un valor total de unos €1,8 millones de dos laboratorios y se estimó que un total de 145.000 billetes ya habían sido puestos en circulación. 
En la primera década del siglo XXI el Servicio Secreto de los Estados Unidos ha notado una importante reducción de la cantidad de dinero estadounidense falsificado, en la medida que los falsificadores han concentrado su atención en el Euro. 
En 2006 The Times of India informó, basado en una investigación de la Agencia Central de Inteligencia, que una imprenta del gobierno pakistaní en la ciudad de Quetta estaba produciendo grandes cantidades de dinero indio falso. Los billetes de rupias eran luego introducidos de manera ilegal en la India como parte de «un plan de Pakistán para desestabilizar la economía india mediante el ingreso de dinero falso», informó el periódico. Los billetes son «provistos por la imprenta del gobierno de Pakistán (en Quetta) en forma gratuita a falsificadores basados en Dubái quienes a su vez, lo introducen en forma subrepticia en la India», indicó el informe. Se especula que este dinero es posteriormente utilizado para financiar actividades terroristas en la India. Una serie de atentados terroristas ocurridos recientemente en la India habrían sido financiados con dinero falso impreso en Pakistán.
En América es muy común tanto como en Europa el uso de monedas bimetálicas, o de aleaciones de gran valor. En el caso específico de países como Chile, Colombia, México, Perú entre otros se presenta la introducción de monedas falsificadas de las denominaciones bimetálicas que se hacen con un cuño de menor calidad al usado por las casas de moneda, o en el caso de monedas de alta denominación en el caso específico de Colombia, en donde se tuvo que retirar de circulación la moneda de 1000 pesos debido a que la cantidad circulante de monedas falsas superaban a las auténticas, originándose casos como en la ciudad de Arauca, capital del Departamento de Arauca, en donde ni siquiera los bancos aceptaban dinero de esta denominación, por el temor a ser estafados por la excesiva falsificación existente y la laxitud y excesiva ligereza con la cual las autoridades colombianas actuaron ante tal caso.

## Detección de billetes falsificados
Hay varios métodos para detectar los billetes falsificados.

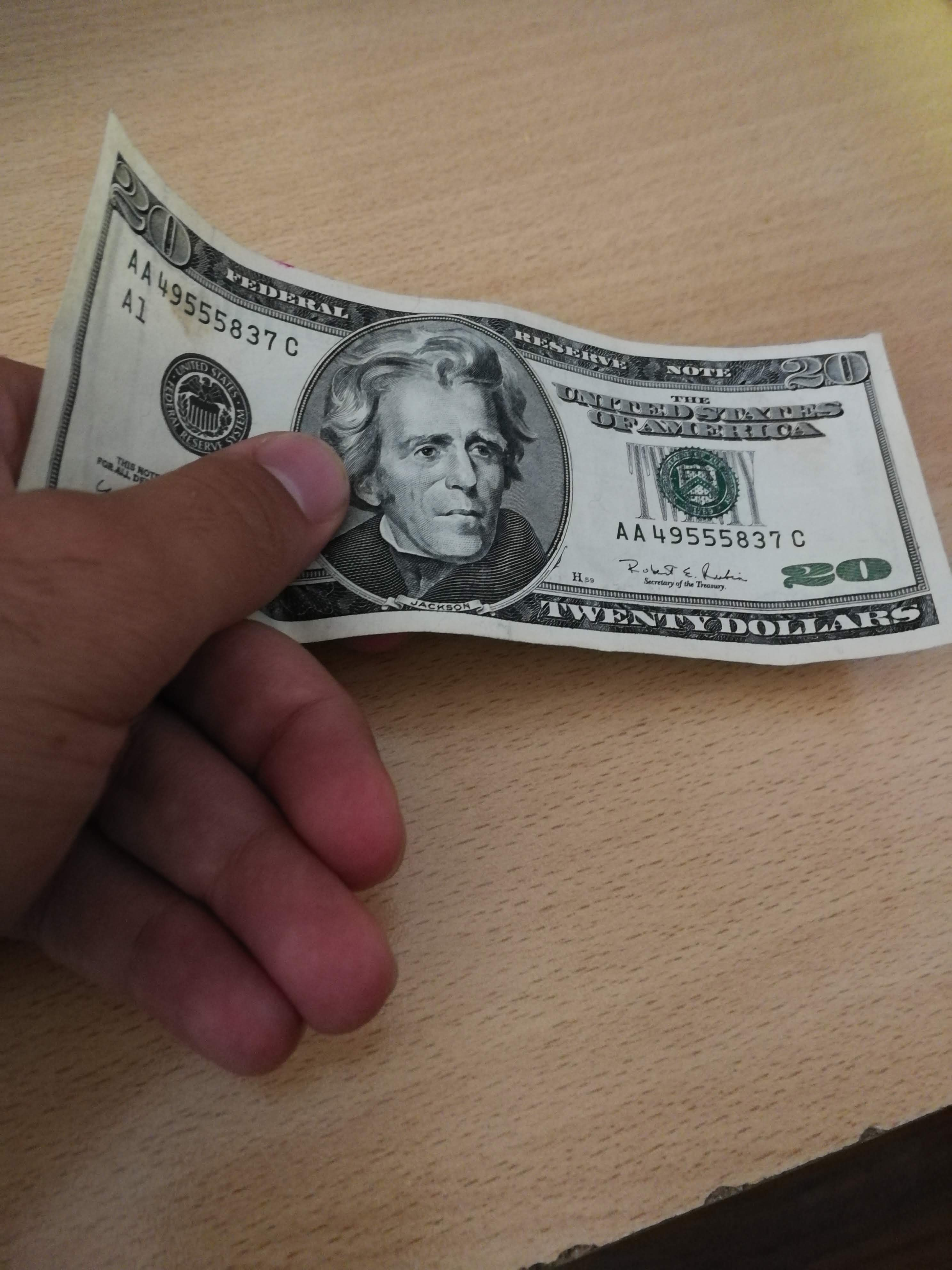
Billete de 20 dólares.

### 1. Tocar el billete

#### a. Sienta el tejido del billete
- Los billetes verdaderos están impresos sobre papel moneda, que está hecho de fibras de algodón y de lino. Por eso se distinguen de los billetes falsos impresos sobre papel común, que está hecho con pulpa de madera. Los billetes verdaderos están hechos para ser más duraderos, a pesar de su envejecimiento. Pero los falsos de papel común se pueden ablandar y rasgar debido al uso.
- Los billetes no pueden venderse comercialmente. Además, las composiciones químicas del papel y la tinta son secretos.

#### b. Tenga cuidado con la delgadez del billete
- En general, los billetes verdaderos son más delgados que los falsificados.
- El proceso de producir el billete también incluye el proceso de prensado, que es aplicado cuando se imprime. Como resultado, un billete verdadero se siente más delgado y suave que uno falsificado.

### 2. Mirar el billete

#### a. Compruebe la calidad de la impresión

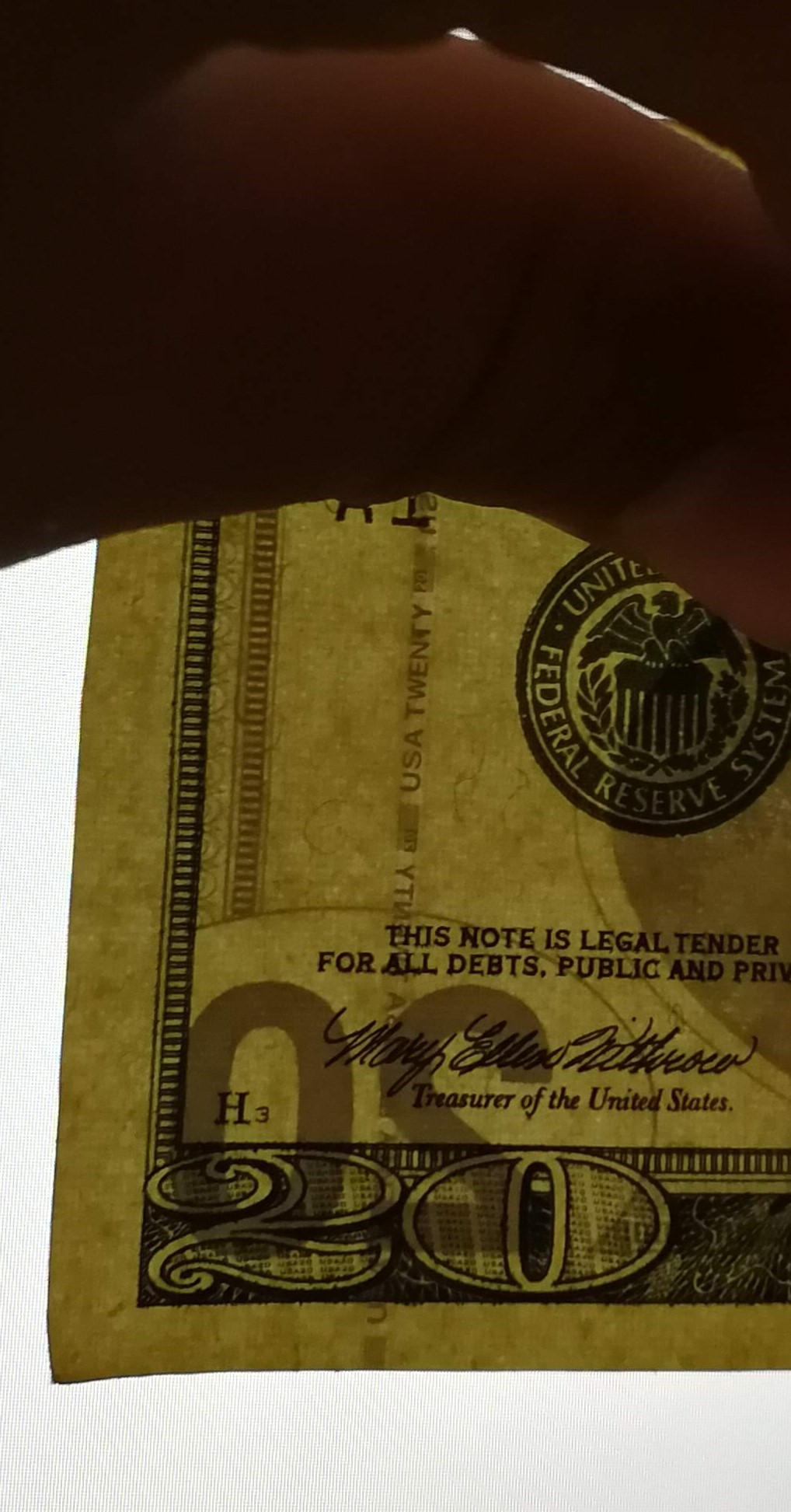
La banda de seguridad en un billete de 20 dólares.

- Los billetes falsificados tienen espesores variables y errores de detalles. La producción de un billete verdadero incluye métodos de impresión muy complejos y desconocidos al público en general.
- Los billetes verdaderos son impresos mediante técnicas que no pueden reproducirse con imprentas offset o impresión digital, herramientas que también son empleadas por falsificadores.

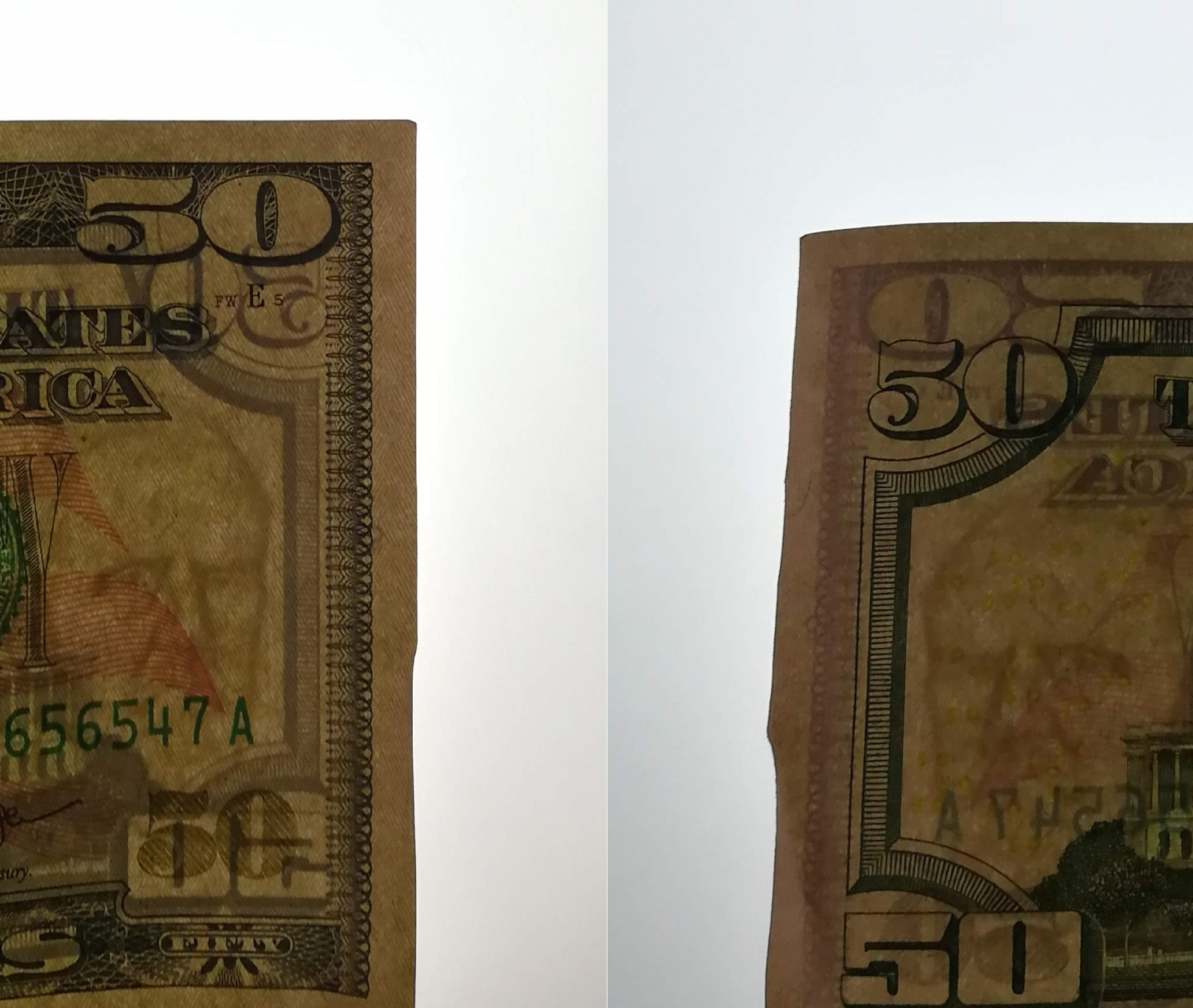
Filigrana en un billete de 50 dólares mirando de frente (a la izquierda) y reverso (a la derecha).

- Filigrana en un billete de 50 dólares mirando de frente (a la izquierda) y reverso (a la derecha).Mire las fibras de colores en el papel. En todos los billetes verdaderos, hay fibras rojas y azules incrustadas en el papel. Los falsificadores intentan copiarlas imprimiéndolas o dibujándolas. Por eso, esas fibras aparecerán como impresas en el papel en lugar de ser parte del mismo.

#### b. Compruebe los números de serie
- Los billetes verdaderos siempre tienen números de serie impresos (dos números de serie en el lado delantero del dólar estadounidense, y un número de serie en el reverso del Euro). Asegúrese que los números de serie son idénticos.
- Si tiene muchos billetes sospechosos, compruebe sus números de serie. Si dos o más billetes diferentes tienen los mismos números, son falsificados.

### 3. Revisar las características de seguridad

#### a. Mire el billete bajo luz
- En todos los billetes de dólar estadounidense, excepto en los de 1 dólar y 2 dólares, hay una banda de seguridad que va de arriba abajo.
- Las bandas de seguridad de los billetes que tienen alto valor, se ven de distintos colores bajo luz ultravioleta.

#### b. Compruebe la filigrana de los billetes
- Para poder ver el retrato del personaje del billete en filigrana, mire el billete a contraluz del sol.
- La filigrana debe ser visible en ambos lados del billete a contraluz.